# Министерство юстиции Республики Южная Осетия
Министерство юстиции Республики Южная Осетия (осет. Паддзахад Аланийы юстицийы министрад) — орган исполнительной власти частично признанной Республики Южная Осетия, осуществляющий функции по выработке и реализации государственной политики и нормативно-правовому регулированию в сфере юстиции.
На Министерство возложены полномочия по регулированию адвокатуры, нотариата, государственной гражданской службы, регистрации некоммерческих организаций и актов гражданского состояния, принудительному исполнению, ведению кадастра недвижимости.
Положение о Министерстве юстиции Республики Южная Осетия утверждено указом Президента Республики Южная Осетия № 184 от 16 октября 2020 года.

## История
Министерство юстиции Республики Южная Осетия было образовано 27 мая 1992 года.
В 2019 году факты жестокого обращения с заключенными в Исправительной колонии Управления исполнения наказаний Министерства юстиции Республики Южная Осетия стали причиной затяжного политического кризиса в стране, в процессе которого частью депутатского корпуса Парламента Республики Южная Осетия был поставлен вопрос о вотуме недоверия министру юстиции Залине Лалиевой.

## Министры
- Хугаев Анатолий Илларионович (1992—1994)[2]
- Гатикоев Пётр Сардионович (1994—1995)[2]
- Цховребов Заур Гаврилович (1995—1998)[2]
- Парастаев Алан Иванович (1998—2002)[2]
- Джигкаев Алан Ростомович (2002—2003)[2]
- Гаглоев Людвиг Исакович (и. о. 2003—2004)[2]
- Чигоев Мераб Ильич (2004—2008)[2]
- Биченов Ацамаз Иванович (2008—2010)[2]
- Догузов Тамази Сикоевич (20 октября 2010 — 25 мая 2012)[7]
- Ванеев Мурат Владимирович (25 мая 2012 — 14 июля 2014)[8][9]
- Джиоев Алан Николаевич (14 июля 2014 — 27 июля 2015)[10][11]
- Бестаева Марина Ильинична (и. о. 28 июля 2015 — 25 мая 2017)[12]
- Лалиева Залина Юрьевна (25 мая 2017 — 23 мая 2022)[13][14]
- Гаглоев Олег Феликсович (9 июня 2022 — 23 октября 2023)[15][16]
- Джиоев Алан Николаевич (с 23 октября 2023)[17]

## Подведомственные органы
Министерство юстиции Республики Южная Осетия координирует и контролирует деятельность следующих своих подведомственных органов:
- Служба судебных приставов Республики Южная Осетия;
- Управление исполнения наказаний Министерства юстиции Республики Южная Осетия;
- Служба государственной регистрации, кадастра и картографии Республики Южная Осетия.